# Пралине
Пралина је облик конфекције, који садржи минимум кулинарских ораха и шећера; шлаг је уобичајена трећи састојак.
Постоје три основна типа:
- белгијске пралине, које се састоје од чоколадне шкољке са блажим, понекад течним пуњењем, традиционално направљене од различитих комбинација лешника, бадема, шећера, сирупа и пасте често на бази млека. Ове високомасне чоколаде, са ниском-тачком топљења су на луксузној страни белгијских чоколада и представљају важан производ многих белгијских произвођача чоколаде.
- Француске пралине, комбинација бадема и карамелизованог шећера.
- америчке пралине, мекша, кремастија комбинација сирупа и хикори ораха, лешника или бадема са млеком или павлаком.

Пралина је чоколадни бисквит који садржи млевене орахе. Обично се користи као пуњење у чоколадама или другим слаткишима.

## Врсте

### ’’Европске пралине са орасима”
Пралине су првобитно настале као идеја француског кувара маршала ду Плесис-Праслина (1598—1675); реч пралина произилази из имена Праслин. Првобитне пралине су чинили појединачни бадеми преливени карамелизованоим шећером, за разлику од тамног нугата, где лист карамелизованог шећера покрива више плодова. Иако је Нови свет је откривен и насељен у ово време, какао за производљу чоколаде одатле првобитно није био повезан са термином. Европски кувари користе локалне орашасте плодове као што су бадеми и лешници.
Прах настао млевењем таквих карамелом прекривених плодова зове се пралин, и састојак је у многим колачима, пецивима, и сладоледима. Након тога прах се помеша са чоколадом, постаје пралина, како се на француском назива, што је претеча онога што је у Француској познато као чоколадне пралине. Реч пралине се колоквијално користи у Француској и Швајцарској где се односи на разне основе преливене чоколадом. У континенталној Европи, реч пралина се често користи за орашасти прах или чоколадну пасту направљену од њега, која се користи за филовање чоколаде, стога њена употреба у Немачкој, Холандији, Белгији и Великој Британији се односи на филовање чоколаде генерално. У Великој Британији, термин се може односити или на пралине (фил за чоколаде) или, ређе, на оригиналне пралине(бадем преливен чоколадом).

### ’’Белгијске пралине са мекшом средином”
Пралине из Белгије познате су и под називом "белгијске чоколаде(са мекшим пуњењем)", "белгијски чоколадни фондани" и "чоколадне бонбоне". у земљама енглеског говорног подручја - чврста основа од чоколаде испуњена меким филом. Први пут је их је направио Жан Нојхаус II, белгијски посластичар, 1912.
Одувек је постојало много врста и облика: скоро увек садржи чоколадну шкољку са мекшом средином. Може доћи до забуне око употребе речи пралине у Белгији, јер се она може односити на пуњене чоколаде опште познате као пралине а може се односити и на традиционално пуњење пралина уобичајено у Европи (карамелизовани лешници или бадеми самлевени у пасту, понекад са прахом од сурутке, кондензованим млеком или павлаком). Белгијске чоколаде (пралине) нису ограничене на традиционално пуњење и често укључују орашасте плодове, марципан, слану карамелу, кафу, алкохол, крем ликер, вишње или чоколадну мешавину која је у контрасту са спољашњом шкољком. Често се продају у стилизованим кутијама у облику поклон кутије. Највећи произвођачи су Нојхаус, Годива, Леонидас и Гуилиан.

### ’’Америчке пралине са кремастом основом”
Француски досељеници донели су рецепт у Лујзијану, где је и стабала шећерне трске и хикори ораха било у изобиљу. Током 19. века, кувари у Њу Орлеансу заменили су хикори орах за бадеме, додали павлаку за згушњавање слаткиша, и тако створили оно што је постало широм америчког југа познато као пралине.
Пралине имају кремасту постојанот. Обично се праве комбиновањем шећера (често смеђег), маслаца, павлаке и хикори ораха у лонцу на средње високим температурама, и сталним мешањем док већина воде не испари и достигне се дебела текстуру смеђе боје. Добијена текстура обично се сипа кашичицама на воштани папир или на алуминијумску фолију подмазану маслацем и оставља се да се охлади.
"Пралине и павлака" је уобичајена арома сладоледа у Сједињеним Државама и Канади. У Њу Орлеансу, Акадијани и Батон Ружу, Лујзијани, пралине се понекад називају "бомбоне са хикори орахом".